# 위제이르 하즈배요프
위제이르 배이 앱뒬휘세인 배이오글루 하즈배요프(아제르바이잔어: Üzeyir bəy Əbdülhüseyn bəy oğlu Hacıbəyov [yzeˈjiɾ hɑdʒɯˈbæjof], 러시아어: Узеи́р Абду́л-Гусе́йн оглы́ Гаджибе́ков 우제이르 아브둘구세인오글리 가지베코프[*], 1885년 9월 18일 ~ 1948년 11월 23일)는 아제르바이잔의 작곡가, 지휘자, 평론가, 극작가이다. 이슬람권 최초의 오페라 작곡가였던 위제이르 하즈배요프는 여러 편의 클래식 음악과 오페라를 작곡해 아제르바이잔 클래식 음악과 오페라의 아버지로 널리 인정받고 있는 인물이다. 아제르바이잔 민주공화국의 국가인 아제르바이잔 행진곡(1991년 아제르바이잔이 소련에서 독립한 이후 다시 국가로 채택)과 아제르바이잔 소비에트 사회주의 공화국의 국가 또한 위제이르 하즈배요프가 작곡하였다.